# 総髪

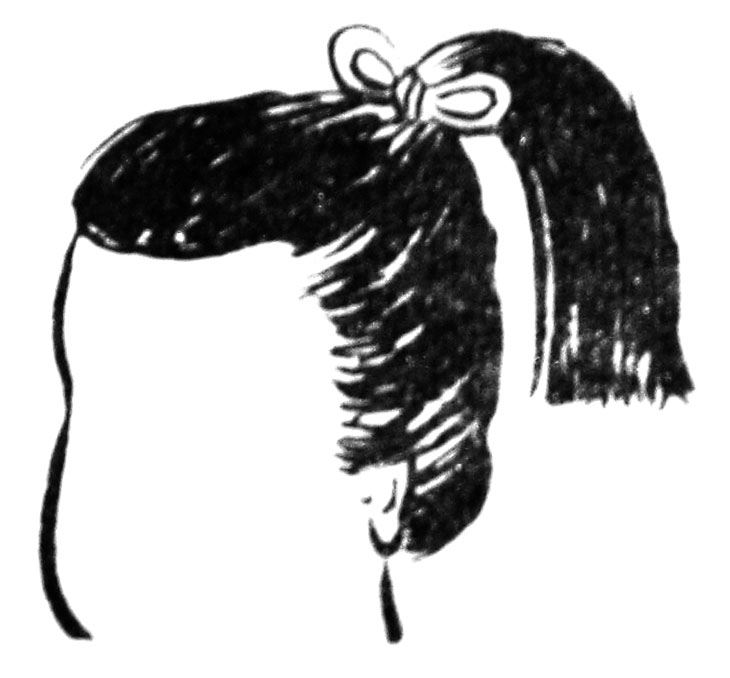
総髪（月代の無い髪型）

総髪（そうはつ）は、男性の髪型である。月代（さかやき）を剃らずに、前髪を後ろに撫で付けて、髪を後ろで引き結ぶか髷を作った形を言う。髪を結ぶ位置が高いものは形が慈姑（クワイ）に似ることから「慈姑頭」とも呼ばれた。
室町時代までは男性の一般的な髪型であった。江戸時代前期からは男性の神官や儒学者、医者の髪型として結われはじめ、江戸時代後期には武士の間でも流行した。経済的に余裕がなく、頻繁に髪の手入れができない浪人も総髪であった。

現代でも見られる髪型であり、日本人男性の最も伝統的な髪型のひとつである。女性の場合は同じ「総髪」でも読みが「そうがみ」と異なる。

## 歴史
月代を剃る習慣は、戦国時代末期のころに、兜を被った際、頭が蒸れないようにするために定着したものであり、月代が武士の一般風俗として定着したのは江戸時代になってからである。神官や学者は戦闘にはかかわらないという思想上の観点から、この月代は剃らずにすべて（総て）の髪を残していた。これが「総髪」の語源である。

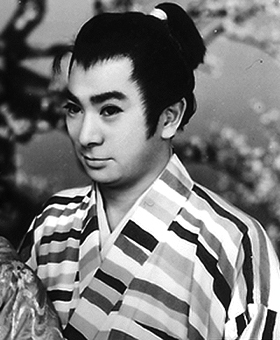
総髪にした勝新太郎（『初春狸御殿』、1959年)

時代が下るにつれて、儒者に限らず「思想家」が一般的にこれを結うようにもなり、幕末の頃になると勤王派の志士の間で大流行したほか、佐幕派の面々の間でもこれを結う者が少なくなかった。江戸時代初期の軍学者・由井正雪、幕末の勤王派の志士・坂本龍馬、佐幕派の新撰組局長・近藤勇、徳川家茂、徳川慶喜などの画像や写真では、月代を剃らず、すべての髪が残っている。
なお時代劇に出てくる医者は大抵この総髪を結っているが、御殿医などの官職に就いている医師の場合髪を剃り上げていた。これに対し町医者などは総髪が一般であった。これは戦国時代の医師が戦場に動員される際には非戦闘員（金創医）であることを敵方に示すために髪を剃り上げていたことに由来するという説もある。
明治時代になると、西洋化政策の一環として明治4年（1871年）に断髪令が出され、総髪を含む髷は衰退した。当時、「総髪頭（そうはつあたま）をたたいて見れば王政復古の音がする。」という歌が流行した。